# كريستيان هانسون (لاعب هوكي الجليد)
كريستيان هانسون (بالإنجليزية: Christian Hanson)‏ هو لاعب هوكي الجليد أمريكي، ولد في 10 مارس 1986 في غلينز فولز في الولايات المتحدة.

## وصلات خارجية
- كريستيان هانسون على موقع دوري الهوكي الوطني (الإنجليزية)
- كريستيان هانسون على موقع الدوري الأمريكي لهوكي الجليد (الإنجليزية)
- كريستيان هانسون على موقع EliteProspects.com (الإنجليزية)
- كريستيان هانسون على موقع HockeyDB.com (الإنجليزية)
- كريستيان هانسون على موقع Hockey-Reference.com (الإنجليزية)